# Batalha de Am Dam
A batalha de Am Dam, travada em 7 de maio de 2009, é uma das batalhas da guerra civil chadiana que opôs as forças governamentais da República do Chade, lideradas pessoalmente pelo presidente Idriss Déby, às forças rebeldes da União das Forças da Resistência (Union des forces de la résistance, UFR).
A batalha foi vencida pelas forças governistas, que derrotaram os rebeldes.

## Desenrolar
Em 4 de maio de 2009, os rebeldes cruzaram a fronteira entre o Chade e o Sudão e reúnem-se em nome da União das Forças da Resistência, uma coalizão de oito movimentos rebeldes. Uma coluna avança ao longo da fronteira com a República Centro-Africana e outras duas, cada um com 60 veículos, avançam em direção a Goz Beïda.
O líder rebelde Ahmat Hassaballah Soubiane retirou-se antes da batalha enquanto a Frente Popular para o Renascimento Nacional permanece na retaguarda na fronteira centro-africana.
A coluna da União das Forças da Resistência foi cercada pelo Exército Nacional do Chade depois de ter penetrado 100 quilômetros em território chadiano. Após os bombardeios da Força Aérea do Chade nos dias 6 e 7 de maio, a batalha ocorre no solo no último dia.
O exército chadiano mostrou-se superior aos rebeldes, em particular graças aos seus blindados e à sua artilharia, bem como ao seu melhor moral.
Embora a União das Forças da Resistência tenha reivindicado a vitória, com dados “pouco credíveis”, a batalha acabou por ser decisiva para a vitória do governo durante a guerra civil. Os rebeldes são desbaratados e regressam ao Sudão.
Além da vitória militar, as imagens das dezenas de rebeldes mortos são reutilizadas pelo governo para tornar pública sua vitória. Segundo uma fonte do jornal Libération, os rebeldes teriam perdido metade de seus veículos. As forças do governo também capturam 83 crianças soldados recrutadas pela União das Forças da Resistência.